# Test psychologiczny
Zasugerowano, aby zintegrować ten artykuł z artykułem test psychometryczny (dyskusja). Nie opisano powodu propozycji integracji.
Test psychologiczny – narzędzie badawcze w psychologii pozwalające na uzyskanie takiej reprezentatywnej próbki zachowań, o których można przyjąć (np. na podstawie założeń teoretycznych lub związków empirycznych), że są one wskaźnikami interesującej nas cechy psychologicznej. 
Powinno to być narzędzie obiektywne, wystandaryzowane, trafne, rzetelne i znormalizowane, wyposażone w reguły obliczenia wartości mierzonej cechy oraz jasno określające zakres i rodzaj dopuszczalnych zachowań ze strony diagnosty (czyli zgodne z zasadami Psychometrii). 
Badanie testowe powinno być sytuacją, w której osoba badana uczestniczy dobrowolnie, świadoma celu, jakim jest jej ocena. Przy interpretacji wyników danego testu czyni się także założenie o współpracy badanego z diagnostą.

## Niektóre testy psychologiczne
- MMPI-2 (test osobowości i innych cech psychiki)
- Kwestionariusz osobowości nerwicowej KON-2006
- Test inteligencji Cattella (autor: Raymond Cattell)
- René Le Senne (uaktualniona typologia G. Heymansa i G. Wiersmy (1905))
- Test matryc Ravena (Raven's Advanced Matrices) (test inteligencji)
- Test MTQ48 - test badający odporność psychiczną
- Pario Executive -diagnoza preferencji, motywacji i zachowań
- Kwestionariusz objawowy „O”
- Kwestionariusz objawowy „S”

 Zobacz więcej: test inteligencji oraz inteligencja (psychologia).
Testy projekcyjne:
- Test apercepcji tematycznej (autor: Henry Murray) (TAT)
- Test Rorschacha
- Test zdań niedokończonych

## Badania komputerowe
Powstało wiele opracowań naukowych dotyczących badań psychologicznych przeprowadzanych przy pomocy komputerów. Zgodne z zasadami psychometrii wiarygodność takich badań musi być dowiedziona. Testy psychologiczne są udostępniane w firmach specjalizujących się w ich dystrybucji i/lub opracowywaniu, jednakże również w tym wypadku nie sprawdzono rzetelności i trafności oferowanych w ten sposób narzędzi.

Obecnie badania takie są coraz częściej spotykane.
Polskie ośrodki naukowe opracowały szereg programów komputerowych przeprowadzających podstawowe testy psychologiczne oraz przygotowujące wyniki w formie danych statystycznych, wartości czynników oraz wykresów. 
Oprogramowanie tego typu ułatwia oraz automatyzuje długotrwały proces przeprowadzania testu, jednocześnie zapewniając o bezstronności i obiektywności wyników. Dzięki opcji skanowania specjalnie przygotowanego formularza osoba badana nie musi posiadać komputera lub może poddać się testowi w innym pomieszczeniu. Istnieje także w wielu programach możliwość ustawienia na "szybkie wprowadzanie" służące przepisaniu wyników z arkusza odpowiedzi do formularza w komputerze. Umożliwia to dalszą komputerową obróbkę uzyskanych danych.
Do takich programów można zaliczyć np. MMPI-2 przeprowadzający najbardziej zaawansowany test MMPI-2 dla osób dorosłych.